# Gare de Malijai
La gare de Malijai est une ancienne gare ferroviaire française de la ligne de Saint-Auban à Digne, située sur le territoire de la commune de Malijai, dans le département des Alpes-de-Haute-Provence, en région Provence-Alpes-Côte d'Azur.
Mise en service en 1876, elle est fermée en 1972. La ligne est fermée au trafic ferroviaire depuis 1991.

## Situation ferroviaire
Établie à 429 mètres d'altitude, La gare de Malijai est située au point kilométrique (PK) 310,694 de la ligne de Saint-Auban à Digne (non exploitée) , entre les gares de Château-Arnoux-Saint-Auban et de Mallemoisson.

## Histoire
La gare de Malijai est mise en service le 27 novembre 1876, le jour de l'inauguration de la ligne de Saint-Auban à Digne. Elle est fermée le 6 mars 1972 avec la fin du trafic omnibus et la ligne est totalement fermée le 22 mai 1991.